# 阿帕契打卡案
24°51′17″N 121°14′03″E / 24.854661°N 121.234091°E
阿帕契打卡案，中華民國國防部新聞稿稱藝人登AH-64E直升機合影案或陸軍航空601旅違反內部管理案，是一宗發生於2015年3月29日的中華民國國軍軍事醜聞。

## 背景
AH-64阿帕契直昇機是由美國所研發的攻击直升机，並外銷至全世界多個軍隊。中華民國國軍最早採購時有「天鳶專案」與「天鷹專案」兩種版本，天鷹案即為購買AH-64D Block 3型直升機。2008年10月，美國政府批准了台灣的採購案，2012年5月，中華民國陸軍司令李翔宙上將親自前往美國進行交接，2013年11月，首批飛機運抵高雄港，並配置部署在台灣北部的陸軍航空第601旅。
陸軍航空第601旅，前身為「陸軍空中騎兵第601旅」，簡稱「空騎601旅」；而空騎601旅前身為陸軍航空第一大隊。1998年精實案裁軍時，由陸航第一大隊下的數個中隊與空降特戰獨立第62旅步兵第5營、憲兵205指揮部憲兵排併編而成；後幾經更迭，改稱陸軍航空特戰指揮部第601旅迄今。代號「龍城」的典故是引自唐朝詩人王昌齡的詩《出塞》：「秦時明月漢時關，萬里長征人未還。但使龍城飛將在，不教胡馬度陰山。」其任務為台北衛戍區的空中機動打擊部隊；本案中的阿帕契直升機，案發時還未正式部署。
打卡指的是Facebook的一項功能，可以讓用戶「回報自我位置」（Self-reported positioning）；該程式功能的英文原文為「Check In」，字面意近為簽到、註冊、檢查。

## 發生經過
2015年，陸軍航空特戰指揮部第601旅（代號「龍城部隊」）第二作戰隊副隊長兼資訊安全長勞乃成中校違反了國軍的相關規定，於3月29日擅自將包括藝人李蒨蓉一家在內的二十名民間人士帶入營區內屬於高度保密的AH-64E阿帕契直升機機棚，並充當導遊供訪客參觀與玩賞直升機。當日晚間，李蒨蓉在其Facebook專頁上打卡成為證據，致使此事曝光。4月案發後，臺灣桃園地方法院檢察署將勞乃成與當日參觀的多名人士列為被告並限制出境。至2015年4月8日統計，因本案受到牽連而被處分的國軍軍官已經超過20人，包括多名將官和校官；時任中華民國國防部部長高廣圻原本請辭，因時任中華民國總統馬英九要求整飭軍紀而留任；時任中華民國參謀總長嚴德發上將因該案自請處分、被記過一次，時任中華民國陸軍司令邱國正上將被記過二次，嚴德發也成為國軍史上第一位被記過的參謀總長。

## 後續發展

### 國防部
陸軍中校軍官勞乃成讓藝人李蒨蓉登上阿帕契直升機引發關注。陸軍司令部副司令潘家宇中將在記者會上，坦承陸軍有多項缺失，率員鞠躬，向社會大眾致歉。並於記者會上公佈懲處，航特部指揮官陳健財中將被記過1次、航特部第601旅旅長簡聰淵少將記過2次、第601旅參謀主任談家成上校因是當天基地留守主官，被記大過1次調離現職、第601旅第二作戰隊隊長曾明雄中校記過2次；帶李蒨蓉一行進入營區的第二作戰隊副隊長勞乃成中校，被記大過1次調離現職，並移送法辦。對於為何勞乃成在記者會公佈前是記3支申誡，過後變成1支大過，調離現職的懲處，陸軍司令部表示，3支申誡是單位提出的建議，但是經過討論過後，認為違規情節重大，才會加重懲處，另外，李蒨蓉提到參觀現場有國防部和其他長官陪同一事，陸軍副司令潘家宇中將重申，現場沒有任何的國防部人員或長官在場，李蒨蓉口中的長官都是聽勞中校行事的。
針對阿帕契案，國防部公布第二波懲處名單，其中，勞乃成累計2大過並調職，2案送桃檢偵辦，而601旅長簡聰淵累計3小過並調離現職，另有601參謀主任談家成上校大過1次調離現職、政戰主任呂文邦上校記過1次調離現職等，共12人遭懲處。國防部還在該案調查過程中，發現簡聰淵於104年2月20日就有邀請親友4員參觀機棚。國防部「陸軍航空601旅違反內部管理案」報告指出，此次營區缺失包含未遵營區會客規定、內部管理未臻落實、管制區域督管失能，入營安檢驗證落空、安全警覺教育不足。馬英九認為，現階段國防部最重要的任務，是將相關人員涉案情節完整調查清楚，審慎評估可能損害，並儘速提出強而有效的保防安全與整飭軍紀方案，務必在最短時間內恢復國人對國軍信心。

### 桃園地檢署
阿帕契案歷經4個半月的偵查，檢察官總計傳訊37人到案，執行2次搜索、共搜索16個處所，查扣勞乃成等15人的智慧型手機、相機、行車紀錄器、筆記型及平板電腦、陸軍航空第601旅攻擊第二座戰隊之監視器、衛哨機組、檔案文件，清查及還原相關相片達646張及7段錄影檔案，並送到法務部調查局鑑定。檢方表示，檢察官帶隊6度勘查停機棚、阿帕契直升機、飛行頭盔等物，認為勞乃成等15人並無違反要塞堡壘地帶法及陸海空軍刑法及洩密罪，勞乃成官拜中校位階，私帶親友進入營區，清查單純因值星官認為他是長官，未查驗就直接放行，勞乃成並無欺瞞之嫌。李蒨蓉表示，尊重司法檢調的判決，也感謝所有檢調單位與相關人員的付出，更對造成社會動蕩不安與耗費諸多社會資源再次道歉。李的經紀人表示，經歷此次風波，對李是相當寶貴的人生課題，絕對會記取教訓，往後凡事謙卑、謹言慎行。
檢方也透過台灣駐美軍事代表團向美方查證，經「美國陸軍安援指揮部」查覆，以及參考「美軍電子技令規範」，也都證實阿帕契AH-64E的外觀、座艙、儀表板、飛行頭盔都屬非機密，且標示為「UNCLASSIFIED」（無機密等級）。

### 高檢署、最高檢
陸軍航特部601旅前中校副隊長勞乃成，帶藝人李蒨蓉等貴婦團參訪阿帕契直升機，經桃園地檢署不起訴處分，依職權聲請再議後，高檢署認定，全案涉及陸海空軍刑法的洩漏職務上持有或知悉軍事機密罪嫌，及刑法第109條洩漏國防秘密罪，為二審專屬管轄，認定桃檢偵查與處分都不合法，桃檢遂將全案移送高檢署偵辦。2016年4月，高檢署偵結，認定李蒨蓉等人接觸、拍攝的阿帕契機體或駕駛頭盔等軍品，均不屬機密，勞乃成、李蒨蓉等15人未涉《陸海空軍刑法》、《刑法》洩露軍事機密罪，予以不起訴處分，並依職權聲請再議，最高檢察署認定高檢署的處分無違誤，於2016年5月駁回再議，勞乃成、李蒨蓉等15人不起訴確定。

## 概要
| 時間          | 事件 |
| 2015年3月11日 | 阿帕契觀光團由勞乃成妻邱雅靖發出邀請，在臉書張貼「免費體驗美國大兵之旅」的親子一日遊，邀李蒨蓉等人三月廿九日上午先在大溪體驗農村，下午參觀阿帕契，並附上參考行程。李蒨蓉供稱，邱還寄來行前說明會簡介，當中有勞乃成女兒坐在阿帕契駕駛艙照片，她以為阿帕契是農村的遊樂設施，電話問邱「行程費用多少？」邱回答「一人五百」；她再問「阿帕契停在農村裡面嗎？」邱表示「要去另一參觀點觀看，不另收費」。 |
| 2015年3月29日 | 勞乃成將李蒨蓉等26人帶入營區參觀，李蒨蓉等人坐進AH-64E阿帕契直升機駕駛艙拍照，當日晚間李蒨蓉在Facebook貼出陸軍從不允許媒體記者靠近拍攝的AH-64E駕駛艙儀表板照片，輿論譁然。 國防部陸軍司令部於案發初期，僅對勞中校記了3次申誡處分；但隨著台灣媒體不停揭露內幕，其後亦實行了第一波連坐處分。 |
| 2015年4月3日  | 陸軍司令部召開記者會，副司令潘家宇中將率員鞠躬道歉，宣布：陸軍航空特戰指揮部指揮官陳健財中將記過1次，601旅旅長簡聰淵少將記過2次，601旅參謀主任談家成少將記大過1次、調離現職，601旅第二作戰隊隊長曾明雄中校記過2次，勞乃成中校記大過1次、調離現職、並移送法辦。而在總統馬英九關切下，陸軍司令部的第二波懲處名單上自中將指揮官、下至當日衛兵，已連帶處罰了近20人，不過仍被國防部退回，將由國防部組成專案小組直接介入調查。 |
| 2015年4月5日  | 桃園地檢署傳喚台灣籍勞乃成、台灣籍李蒨蓉、台灣籍李德立、台灣籍張婉愉、台灣籍郭大為、台灣籍朱愷葳、台灣籍蔡佩宜、台灣籍石新儀（英語：Sophia Shih）、台灣籍邱雅靖、台灣籍邱雅琦、日本籍平山直人、台灣籍賴佩珍等12人到案，法務部調查局桃園市調查處搜索15處住所及601旅；他們在偵訊中向檢方坦承，3月29日進入營區的人員是26人，其中19位大人中有6名外籍人士：平山直人與5名外傭。 |
| 2015年4月7日  | 民進黨籍立委管碧玲在質詢行政院長毛治國以及國防部副部長陳永康時，援引法源，根據要塞堡壘地帶法第16條，公告「龍潭、清泉崗、新社、頭嵙山、歸仁、岡山、左營、志航、佳山等九個軍用機場周圍禁止飼養飛鴿距離範圍」；另據該法第1條，「國防上所必須控制與確保之戰術要點、軍港及軍用飛機場，稱為要塞堡壘；要塞堡壘及其周圍之必要區域 （含水域），稱為要塞堡壘地帶」。也就是說，軍港、軍用飛機場，就是法定的要塞堡壘。毛揆僅說由國防部說明，並稱「像這些事實認定的問題，已進入司法程序。」一旁的陳永康補充說，依法來解釋，它目前不屬《要塞堡壘地帶法》。 |

## 影響
| 時間          | 事件 |
| 2015年4月6日  | 國防部參謀本部參謀總長嚴德發上將通令國軍各單位於4月7日「同時異地」召開軍紀檢討會，全員參加，休假人員須另補實施，住院的國軍人員也要派專人宣教；各單位主官必須重申內部管理、兩性關係、資訊安全等方面規範守則，並以近日的風紀案件為例進行檢討；這是1949年國民政府遷台以來，國軍首次舉行同時異地軍紀檢討會。 |
| 2015年4月6日  | 與勞家幾十年世交的退役將軍帥化民說，本案爆發前勞乃成想當旅長絕對沒問題，但自從他與三二行館前董事邱泰翰的妹妹結婚後，生活圈子奢華，人也跟著變了，才會迷失自己、忘了軍人身分，犯下大錯。 |
| 2015年4月7日  | 國防部公布陸軍航空特戰指揮部601旅內部管理8項缺失：「未遵營區會客規定、內部管理未臻落實、管制區域督管失能、入營安檢驗證落空、安全警覺教育不足、資安管控流於形式、管制軍品清點不實、隱匿實情誤導調查」。 |
| 2015年4月7日  | 國防部發言人羅紹和說，陸軍司令部司令邱國正上將認為，陸軍司令部在調查本案時未能善盡查證責任，致該部4月3日記者會中所提的參訪人數與實際人數有所落差，引發外界質疑，讓國軍受到傷害，因此自請處分；至於處分種類為何，羅紹和說，尚在作業，他無法說明。 |
| 2015年4月7日  | 時任民主進步黨第16屆中央執行委員的藝人余天為李蒨蓉辯護，說「一般民眾不會知道這是觸法行為，該負責的是帶她參觀的軍官」、「阿帕契在台灣無用武之地，開放讓民眾參觀並無不可」；同日，民進黨籍台北市政府顧問洪智坤在Facebook發文「不分區立委，掰（bye）！」，表示民進黨不會再把余天放入全國不分區立法委員名單。 |
| 2015年8月22日 | 據《風傳媒》報導，以色列現有45架AH-64D阿帕契直升機，計畫再擴大阿帕契直升機隊，並購入最新型的AH-64E。由於駐台北以色列經濟文化辦事處定時將台灣政經新聞彙報回國，因此以方也注意到勞乃成的案子，甚至探知勞乃成曾是AH-1W眼鏡蛇直升機飛行員，在美接受AH-64E阿帕契直升機訓練成績與具有試飛員的證照。由於勞乃成很可能因這次事件而被迫提前退伍，以國認為招募飛行經驗豐富的直升機飛行員，相當符合效益。不過報導也指出，雖然赴以國軍方任職並沒有違反旋轉門條款，但是勞乃成並沒有馬上答應，必須等待年底的人評會結果出爐再作打算。但以色列駐台代表游亞旭隔日特別發新聞稿澄清，針對挖角勞乃成一事，以色列政府對台灣媒體8月22日所報導的訊息內容並不知情。 |
| 2015年8月23日 | 藝人李蒨蓉等貴婦團參觀阿帕契戰機案，獲檢方裁定不起訴，引發大眾廣泛爭議，包括「國防部發言人」、「中華民國陸軍司令部」、「空軍司令部」等臉書專頁都遭網友「洗版」，其中以國防部發言人臉書遭網友洗版最嚴重，每一篇都被貼上，「想參觀阿帕契直升機與拍照紀念該怎麼接洽？」等文字，讓國防部相當頭痛。 |